# Overdose de benzodiazepínicos
A overdose, ou sobredosagem, de benzodiazepínicos, também conhecidos como benzodiazepinas, se refere à ingestão de altas doses de fármacos da classe dos benzodiazepínicos. Os sintomas mais comuns de sobredosagem incluem depressão do sistema nervoso central (SNC), falta de equilíbrio, ataxia e fala arrastada. Os sintomas graves incluem coma e depressão respiratória. Os cuidados de suporte são a base do tratamento da sobredosagem com benzodiazepínicos. Existe um antídoto, o flumazenil, mas seu uso apresenta muitas controvérsias.
A morte por sobredosagem com o uso isolado de altas doses de benzodiazepínicos ocorre com pouca frequência, principalmente quando o paciente recebe assistência médica. No entanto, a combinações de altas doses de benzodiazepínicos com álcool, barbitúricos, opioides ou antidepressivos tricíclicos é particularmente perigosa e pode levar a complicações graves, como coma ou morte. Em 2013, os benzodiazepínicos estiveram envolvidos em 31% das 22.767 mortes estimadas por overdose de medicamentos prescritos nos Estados Unidos. A Food and Drug Administration (FDA) dos EUA emitiu posteriormente um aviso sobre o uso simultâneo de benzodiazepínicos e opioides. Os benzodiazepínicos são uma classe que abrange multiplos medicamentos, dentre eles, o clonazepam (popularmente conhecido por seu nome comercial Rivotril). Em 2009, o clonazepam foi o segundo medicamento de uso controlado mais prescrito no Brasil. Devido ao fato de os benzodiazepínicos terem seu uso amplamente acessível, a overdose se apresenta como uma séria ameaça. A sobredosagem está geralmente associada ao auto-envenenamento e à tentativa de suicídio. Num período de 10 anos, no Reino Unido, 1512 envenenamentos fatais foram atribuídos aos benzodiazepínicos com ou sem o uso de álcool. O temazepam demonstrou ser mais tóxico em comparação com outros benzodiazepínicos. Um estudo australiano de 1995 constatou que o oxazepam é o menos tóxico e que possui menores propriedades sedativas, e o temazepam é o mais tóxico e com maiores propriedades sedativas do que a maioria dos benzodiazepínicos em situações de sobredosagem.

## Sinais e sintomas
Após a ingestão de altas doses de benzodiazepínicos, os sintomas costumam aparecer de forma rápida, com a maioria deles aumentando nas 4 horas seguintes. Os pacientes apresentam inicialmente comprometimento leve a moderado das funções do sistema nervoso central. Os primeiros sinais também incluem intoxicação, sonolência, diplopia, falta de equilíbrio, função motora prejudicada, amnésia anterógrada, ataxia e fala arrastada. A maioria dos pacientes com overdose exclusivamente de benzodiazepínicos apresenta apenas esses sintomas leves no SNC. Reações paradoxais como ansiedade, delírio, irritabilidade, alucinações e agressões também podem ocorrer. Sintomas gastrointestinais como náusea e vômito também foram relatados ocasionalmente.
Sintomas como sonolência, agitação e ataxia, ocorrem com muito mais frequência e severidade em crianças. A hipotonia também pode ocorrer em casos graves.

## Toxicidade

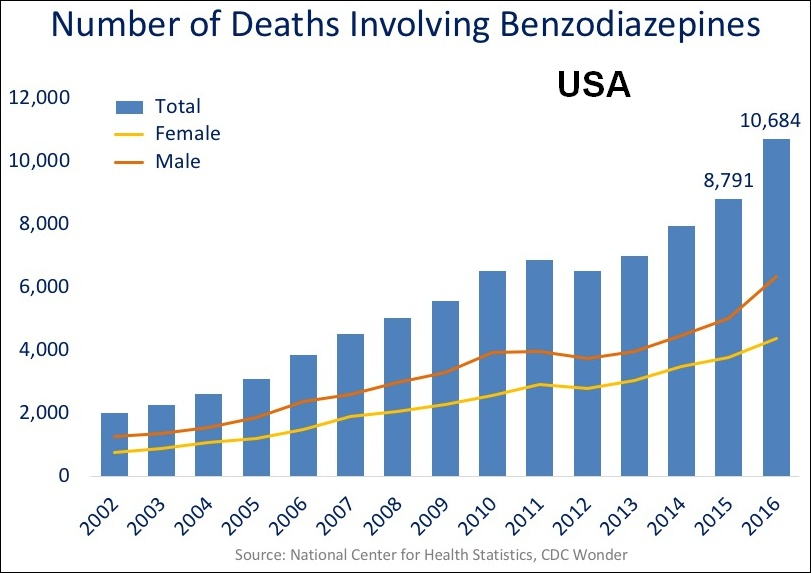
Mortes por overdose envolvendo benzodiazepínicos nos EUA. (Em azul o número total, em amarelo as vítimas do sexo feminino e em vermelho as vítimas do sexo masculino)

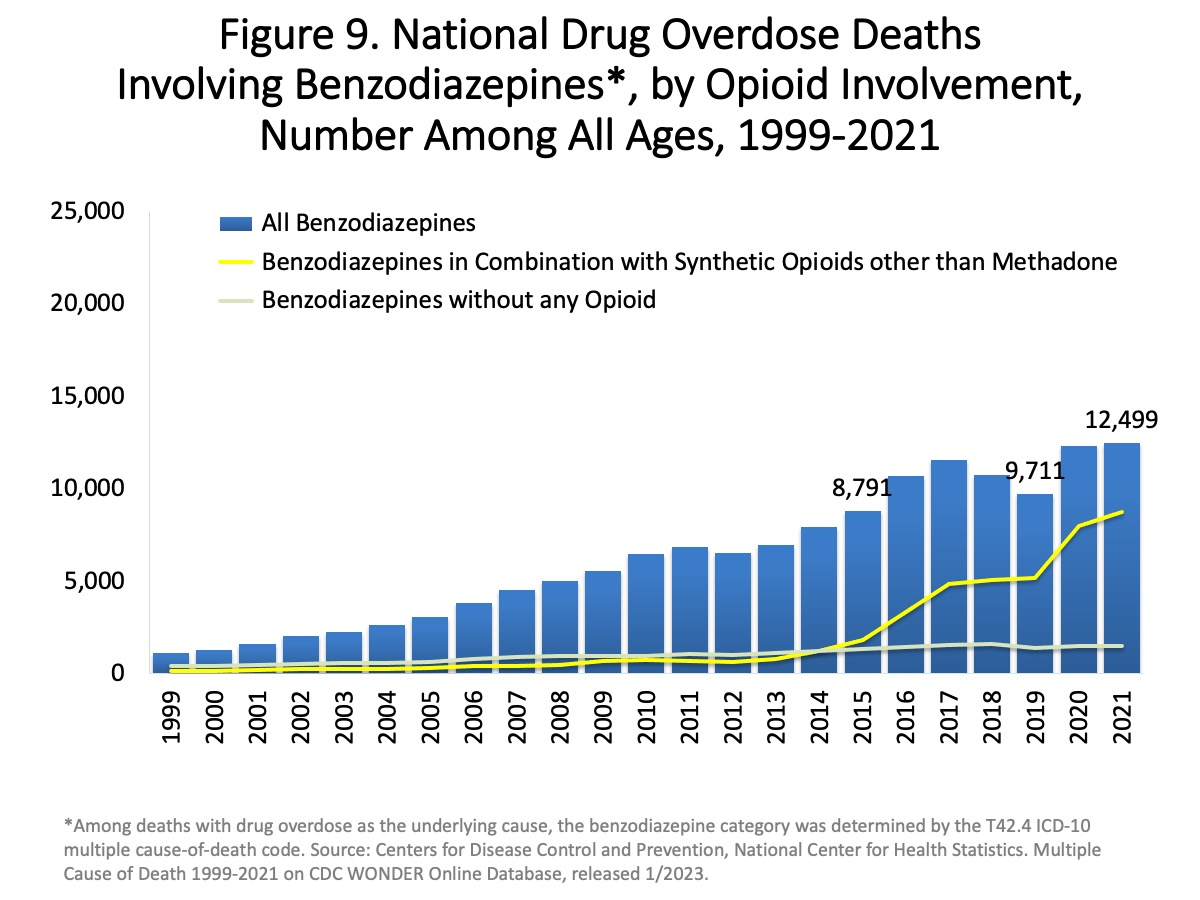
A linha superior (de cor amarela) representa o número de mortes por overdose de benzodiazepínicos com opioides nos EUA. A linha inferior (de cor laranja) representa as mortes por overdose de benzodiazepínicos que não envolveram opioides.

Os benzodiazepínicos têm um amplo índice terapêutico e quando tomados isoladamente em overdose, raramente causam complicações graves ou fatalidades. Na grande maioria dos casos, um paciente que inadvertidamente toma mais do que a dose prescrita, simplesmente se sente sonolento e adormece por algumas horas. A ingestão de altas doses de benzodiazepínicos quando combinada com álcool, barbitúricos, opióides, antidepressivos tricíclicos, antipsicóticos, sedativos, anticonvulsivantes ou anti - histamínicos é particularmente perigosa. Além disso, os casos emergenciais envolvendo benzodiazepínicos, quando em comparação com outros sedativos e hipnóticos, têm chances muito maiores de hospitalização, transferência para UTI ou morte. No caso do álcool e dos barbitúricos, eles não apenas têm um efeito aditivo, mas também potencializam a afinidade de ligação dos benzodiazepínicos ao sítio de ligação benzodiazepínica no GABA, o que resulta em um aumento significativo dos efeitos sobre o SNC resultando em depressão respiratória. Vale ressaltar que idosos, crianças e pessoas com transtornos mentais crônicos são muito mais vulneráveis à overdose letal de benzodiazepínicos. Sobredosagens fatais podem ocorrer em doses relativamente baixas nesses indivíduos.

### Comparabilidade entre medicamentos
Os vários benzodiazepínicos se diferem em sua toxicidade pois produzem níveis variados de sedação em overdose. Um estudo britânico de 1993 sobre mortes durante a década de 1980 encontrou o flurazepam e o temazepam mais freqüentemente em casos de fatalidades relacionadas à drogas, causando mais mortes por milhão de prescrições do que outros benzodiazepínicos. O flurazepam, agora raramente prescrito no Reino Unido e na Austrália, apresentou o maior índice de toxicidade fatal de qualquer benzodiazepina (15,0), seguido de temazepam (11,9), versus benzodiazepínicos em geral (5,9), ingeridos com ou sem álcool. Um estudo australiano do ano de 1995 constatou que o oxazepam e o menos tóxico e com o menor potencial sedativo, e o temazepam é mais tóxico e mais sedativo do que a maioria dos benzodiazepínicos em situações de overdose. Um estudo australiano de 2004 a respeito de admissões por overdose entre os anos de 1987 e 2002, constatou que o alprazolam, que é de longe o benzodiazepínico mais prescrito nos EUA, é mais tóxico que o diazepam e outros benzodiazepínicos. Também foi citada uma revisão dos Relatórios Anuais do Sistema Nacional de Coleta de Dados da Associação Americana de Centros de Controle de Envenenamentos, que mostrou que o alprazolam estava envolvido em 34 auto-envenenamentos fatais ao longo de 10 anos (1992-2001), em comparação com 30 envenenamentos fatais envolvendo diazepam. Em um estudo da Nova Zelândia datado de 2003 com análise a 200 mortes, o Zopiclone, um agonista do receptor de benzodiazepínicos, teve um potencial de overdose semelhante ao dos benzodiazepínicos propriamente ditos.

## Fisiopatologia
Os benzodiazepínicos se ligam a um receptor específico de benzodiazepina, aumentando assim o efeito do neurotransmissor ácido gama-aminobutírico (GABA) e causando depressão do SNC. Em situações de overdose, esse efeito farmacológico é prolongado, levando a uma depressão mais grave do SNC e potencialmente coma ou parada cardíaca. O coma relacionado à overdose de benzodiazepínicos pode ser caracterizado pela formação de um padrão alfa com o tempo de condução somatossensorial central (TCSC) após prolongamento da estimulação do nervo mediano e dispersão do N20. Os potenciais evocados auditivos do tronco encefálicodemonstram atraso na latência interpico (IPLs) I-III, III-V e IV. As sobredosagens tóxicas de benzodiazepínicos costumam causar CCT e IPLs prolongados.

## Diagnóstico
O diagnóstico de sobredosagem com benzodiazepínicos pode ser difícil, mas geralmente é feito com base na apresentação clínica do paciente e se o mesmo possui histórico de overdose com essas ou outras substâncias. A obtenção de um teste laboratorial das concentrações sanguíneas de benzodiazepínicos pode ser útil em pacientes que apresentam depressão do SNC ou coma de origem desconhecida. As técnicas disponíveis para medir as concentrações sanguíneas incluem cromatografia em camada delgada, cromatografia gasosa com ou sem espectrometria de massa e ensaio radioimunológico (RIA). As presença se concentrações de benzodiazepínicos no sangue, no entanto, não parecem estar relacionadas a nenhum efeito toxicológico ou preditivo de resultado clínico. As concentrações sanguíneas são, portanto, usadas principalmente para confirmar o diagnóstico, em vez de serem úteis para o manejo clínico do paciente.

## Tratamento

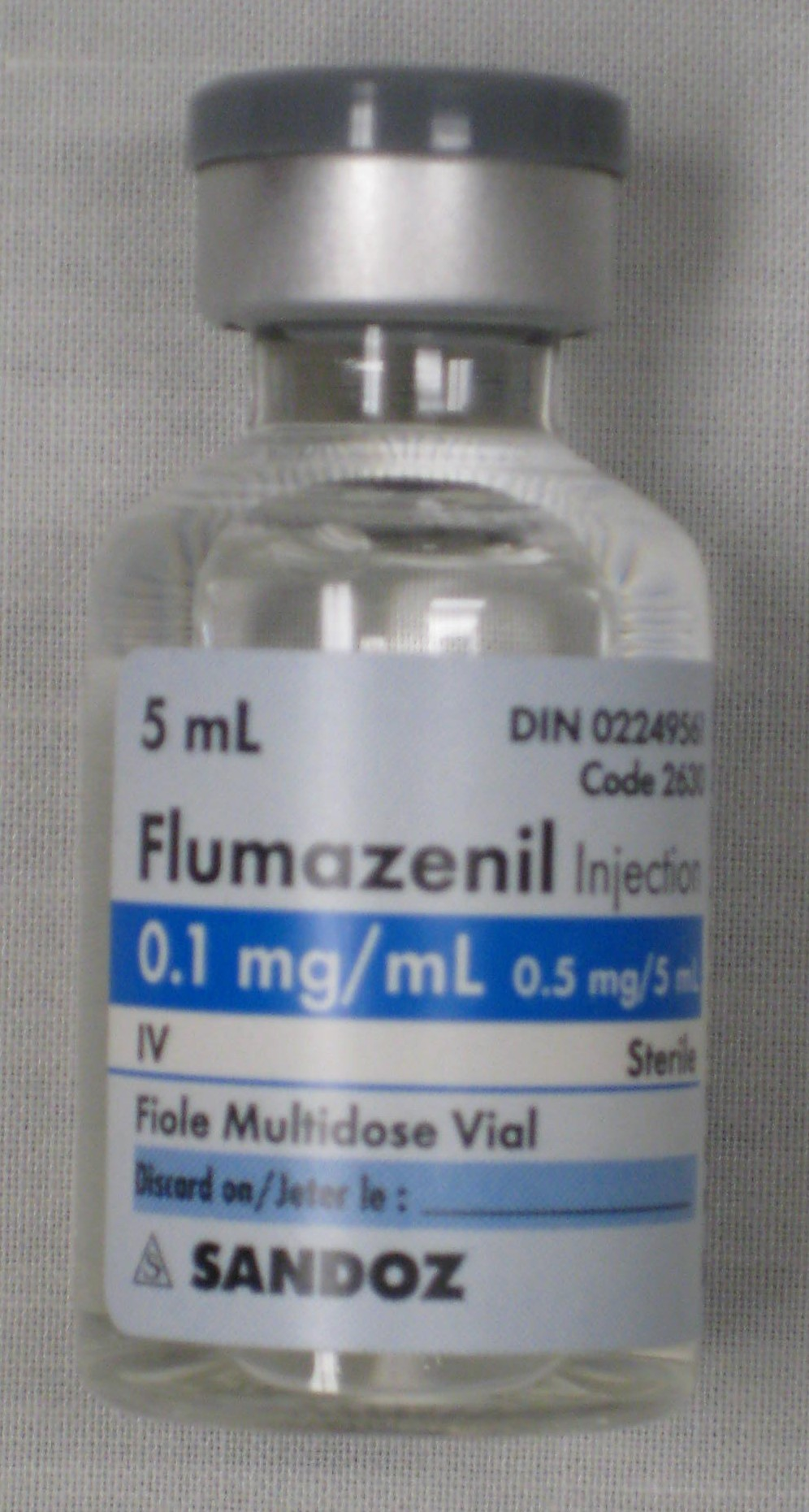
O flumazenil é um antagonista dos benzodiazepínicos que pode reverter seus efeitos. Porém, seu uso após a overdose de benzodiazepínicos é controverso.

### Medidas de apoio
As medidas de apoio incluem a constante observação dos sinais vitais, especialmente a permeabilidade das vias aéreas. Além disso, recomenda-se avaliar o paciente juntamente com o uso da escala de coma de Glasgow, pois, dependendo da quantidade de benzodiazepínicos que foi ingerida, o paciente poderá vivenciar estágios do coma. Pode ser necessário acesso venoso periférico com administração de fluidos e manutenção das vias aéreas por meio de intubação e ventilação artificial caso ocorra depressão respiratória ou aspiração pulmonar. Devem ser adotadas medidas de suporte antes da administração de qualquer antagonista dos benzodiazepínicos, a fim de proteger o paciente dos efeitos de abstinência e possíveis complicações decorrentes da medicação. A determinação de uma possível overdose deliberada deve sempre ser considerada, e as precauções devem ser tomadas para impedir qualquer tentativa do paciente de cometer danos corporais adicionais. A hipotensão é corrigida com a reposição de líquidos, embora possam ser necessárias catecolaminas como noradrenalina ou dopamina para aumentar a pressão arterial. A bradicardia pode ser tratada com atropina ou por meio de uma infusão de noradrenalina para aumentar o fluxo sanguíneo coronário e a frequência cardíaca. Vale ressaltar que a ingestão de altas doses de benzodiazepínicos está comumente relacionada à tentativa de suicídio. Sendo assim, é recomendado que o paciente seja encaminhado para análise psiquiátrica.

### Flumazenil
O flumazenil (Romazicon) é um antagonista do receptor de benzodiazepina que pode ser usado como antídoto para a overdose de benzodiazepínicos. Seu uso, no entanto, é controverso, pois possui inúmeras contra-indicações. É contraindicado em pacientes em uso de benzodiazepínicos a longo prazo, em pacientes que ingeriram alguma substância que reduz o limiar convulsivo ou em pacientes com taquicardia, complexo QRS aumentado no eletrocardiograma, sinais anticolinérgicos ou histórico de convulsões. Devido a essas contra-indicações e à possibilidade de causar efeitos adversos graves, incluindo convulsões, efeitos cardíacos adversos e até mesmo a morte, na maioria dos casos, não há indicação para o uso de flumazenil no controle da overdose de benzodiazepina, pois os riscos em geral superam qualquer benefício potencial da administração. Também não tem papel no gerenciamento de overdoses desconhecidas.  Além disso, se a recuperação total das vias aéreas for alcançada, é esperado um bom resultado e, portanto, é improvável que seja necessária a administração de flumazenil.
O flumazenil é muito eficaz na reversão da depressão do SNC associada aos benzodiazepínicos, mas é menos eficaz na reversão da depressão respiratória. Um estudo constatou que apenas 10% da população de pacientes com overdose de benzodiazepínicos são candidatos adequados ao flumazenil. Devido à sua meia-vida curta, a duração da ação do flumazenil é geralmente inferior a 1 hora, podendo ser necessárias várias doses desse antagonista. Quando o flumazenil é indicado, os riscos podem ser reduzidos ou evitados pela titulação lenta das doses. Devido aos riscos e suas muitas contra-indicações, o flumazenil deve ser administrado somente após discussão com um médico toxicologista.

## Epidemiologia
Em um estudo sueco de 2003, foi descoberto que os benzodiazepínicos foram utilizados em 39% dos suicídios por intoxicação por drogas em idosos entre os anos de 1992 e 1996. Nitrazepam e flunitrazepam foram os fármacos utilizados em 90% desses suicídios. Nos casos em que os benzodiazepínicos contribuíram para a morte, mas não eram a única causa, o afogamento, geralmente no banho, era um método comumente utilizado. De acordo com esse mesmo estudo, os benzodiazepínicos foram a classe de drogas predominante nos suicídios suecos. Em 72% dos casos, os benzodiazepínicos foram o único medicamento consumido. Sendo assim, muitas das mortes associadas às sobredosagens com fármacos desta classe podem não ser um resultado direto dos efeitos tóxicos dos mesmos, mas devido ao fato de serem combinados com outras drogas ou usados como uma ferramenta para concluir o suicídio usando um método diferente, como o supracitado exemplo em que foram associados ao afogamento.
As mortes por overdose de etizolam têm mostrado aumento - por exemplo, o relatório dos registros nacionais da Escócia sobre mortes relacionadas às drogas, implicou 548 mortes por etizolam em 2018, quase o dobro do número em 2017 (299) e apenas seis anos após a primeira morte registrada (em 2012). As 548 mortes foram 45% de todas as mortes relacionadas às drogas na Escócia em 2018.